# Fay-aux-Loges
Fay-aux-Loges – miejscowość i gmina we Francji, w Regionie Centralnym, w departamencie Loiret.
Według danych na rok 1990 gminę zamieszkiwało 2597 osób, a gęstość zaludnienia wynosiła 98 osób/km² (wśród 1842 gmin Centre, Fay-aux-Loges plasuje się na 141. miejscu pod względem liczby ludności, natomiast pod względem powierzchni na miejscu 442.).